# گرگوری استاک
 گرگوری استاک (انگلیسی: Gregory Stock) فیزیک‌دان‌ و نویسنده اهل ایالات متحده آمریکا است.